# Kuusikarta
Kuusikarta är en ö i Finland. Den ligger i Bottenhavet och i kommunerna Pyhäranta och Nystad i landskapet Egentliga Finland, i den sydvästra delen av landet. Ön ligger omkring 73 kilometer nordväst om Åbo och omkring 210 kilometer väster om Helsingfors.
Öns area är 3 hektar och dess största längd är 330 meter i nord-sydlig riktning. I omgivningarna runt Kuusikarta växer i huvudsak barrskog.